# Blinjski Kut
Blinjski Kut (régi magyar neve: Blinaszentgyörgy) falu Horvátországban, Sziszek-Monoszló megyében. Közigazgatásilag Sziszekhez tartozik.

## Fekvése
Sziszek belvárosától légvonalban 11, közúton 18 km-re délkeletre, a Sziszeket Hrvatska Dubicával összekötő 224-es számú út mentén, Donje Komarevo és Kinjačka között fekszik. 

## Története
A település neve 1244-ben bukkan fel először „terra Blinensia” alakban. 1334-ben Ivan goricai főesperes említi Szent Györgynek szentelt egyházát „ecclesia sancti Georgii de Blina” néven.  1466-ban már magyarul „Blinazentgorgh” alakban említik.  1501-ben „sancti Georgii de Blynya”, 1673-ban „Blinia S. Georgius” néven találjuk. 1773-ban az első katonai felmérés térképén „Dorf Blinski Kuth” néven szerepel. 1857-ben 290, 1910-ben 586 lakosa volt. A 20. század első éveiben a kilátástalan gazdasági helyzet miatt sokan vándoroltak ki a tengerentúlra. 1918-ban az új szerb-horvát-szlovén állam, majd később Jugoszlávia része lett. A második világháború idején a Független Horvát Állam része volt. A háború után a béke időszaka köszöntött a településre. Enyhült a szegénység és sok ember talált munkát a közeli városban. A délszláv háború előestéjén lakosságának 51%-a szerb, 38%-a horvát nemzetiségű volt. A falu 1991. június 25-én a független Horvátország része lett. A délszláv háború idején itt húzódott Sziszek déli védelmi vonala, melyet a szerb erők és a JNA alakulatai intenzíven támadtak. A lakosság nagyrészt elmenekült. 2011-ben 227 lakosa volt.

## Népesség
| Lakosság változása | Lakosság változása | Lakosság változása | Lakosság változása | Lakosság változása | Lakosság változása | Lakosság változása | Lakosság változása | Lakosság változása | Lakosság változása | Lakosság változása | Lakosság változása | Lakosság változása | Lakosság változása | Lakosság változása | Lakosság változása |
| ------------------ | ------------------ | ------------------ | ------------------ | ------------------ | ------------------ | ------------------ | ------------------ | ------------------ | ------------------ | ------------------ | ------------------ | ------------------ | ------------------ | ------------------ | ------------------ |
| 1857               | 1869               | 1880               | 1890               | 1900               | 1910               | 1921               | 1931               | 1948               | 1953               | 1961               | 1971               | 1981               | 1991               | 2001               | 2011               |
| 290                | 338                | 417                | 496                | 531                | 586                | 583                | 645                | 458                | 494                | 613                | 615                | 564                | 505                | 386                | 277                |

## Nevezetességei
Határában állt egykor Kakasvár (Blinja) vára. Becsei Töttös 1345-ben kapott engedélyt építésére. 1430-ban Blinja, 1445-től Kakasvárként említik. A 15. században valószínűleg elpusztult. Blinjski Kut vidékén feküdt.
Védett lakóház Josip Sever költő Cesta 11. szám alatt álló háza. Fából (deszkából) és részben téglából készült hosszúkás alaprajzú épület, nyeregtetővel, nyitott verandával és hosszabbik homlokzat mentén épített lépcsővel. A ház egy része 1893-ban épült. A homlokzatokon a földszint felett keskeny védőtető található. A földszinti, valamint az emeleti rész is három helyiségre oszlik. A telken egy kút és egy disznóól is található. A telek füves, fűrészelt léckerítéssel van körülvéve. A házban született és élt Josip Sever költő, könyvtárát és számos személyes tárgyát a mai napig őrzik.